# Sagrada sangre de Cristo

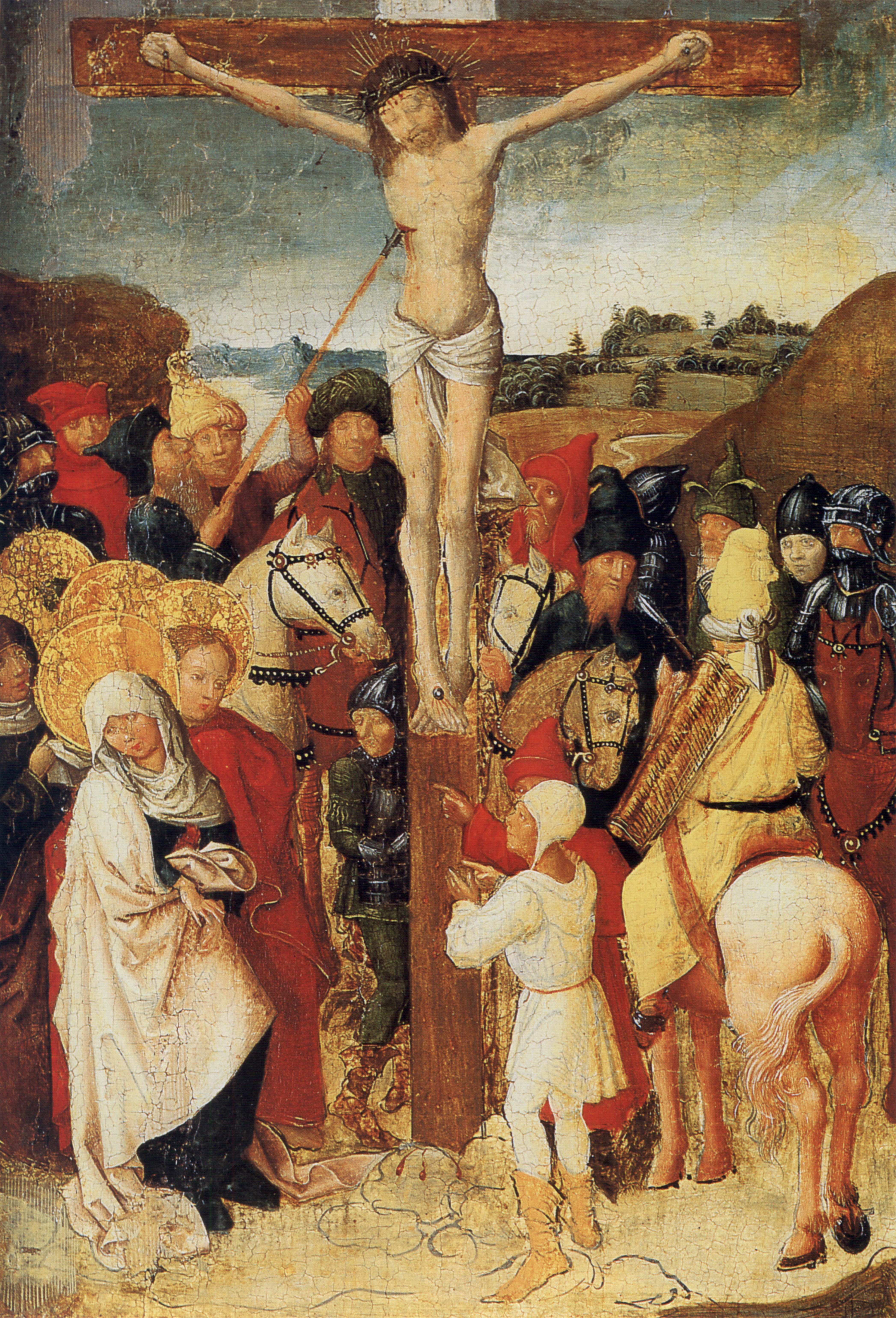
Torso de Cristo atravesado por una lanza manando sangre

La Sagrada sangre de Cristo, también conocida como la Preciosísima Sangre, en teología cristiana se refiere a la sangre física realmente derramada por Jesucristo principalmente en la Cruz, y la salvación que el cristianismo enseña que se logró con ella, o la sangre sacramental (vino) presente en la Eucaristía o Cena del Señor, que algunas denominaciones cristianas creen que es la misma sangre de Cristo derramada en la Cruz.
La Iglesia católica, la Iglesia Ortodoxa Oriental, la Iglesia Ortodoxa Orientales, la Asiria y la Antiguas Iglesias de Oriente, y Luteranos, junto con la iglesia alta Anglicana, la conocen como presencia real de Cristo en la Eucaristía. La Iglesia Católica utiliza el término transubstanciación para describir el cambio de la pan y vino en el cuerpo y la sangre de Cristo. Las Iglesias ortodoxas orientales utilizaron el mismo término para describir el cambio, como en los decretos del Sínodo de Jerusalén de 1672, y el Catecismo de San Filaret (Drozdov) de Moscú.
Las iglesias luteranas siguen la enseñanza de Martín Lutero al definir la presencia de Cristo en los elementos eucarísticos como unión sacramental (a menudo malinterpretada como consubstanciación), lo que significa que la "sustancia" fundamental del cuerpo y la sangre de Cristo están literalmente presentes «junto» a la sustancia del pan y el vino, que permanecen presentes. Los luteranos también creen y enseñan la Presencia Real. Otras iglesias protestantes rechazan la idea de la Presencia Real; observan los ritos eucarísticos como simples memoriales.

## Historia
En la Iglesia primitiva, los fieles laicos recibían la Eucaristía en forma de pan y vino consagrados. San Máximo V  explica que en la Antigua Ley la carne de la víctima sacrificial era compartida con el pueblo, pero la sangre del sacrificio era simplemente derramada en el altar. Bajo la Nueva Ley, sin embargo, la sangre de Jesús era la bebida compartida por todos los fieles de Cristo. San Justino Mártir, un temprano Padre de la Iglesia del siglo II, habla de la Eucaristía como el mismo cuerpo y sangre de Cristo que estuvo presente en su Encarnación.
La tradición continuó en la Iglesia de Oriente de mezclar las especies de pan y vino, mientras que en Occidente, la Iglesia tenía la práctica de la comunión bajo las especies de pan y vino por separado como costumbre, con sólo una pequeña fracción de pan colocada en el cáliz. En Occidente, la comunión en el cáliz se fue haciendo cada vez menos eficaz, ya que los peligros de propagación de enfermedades y el peligro de derramamiento (que sería potencialmente sacrílego) se consideraron razón suficiente para eliminar totalmente el cáliz de la comunión común, o darlo sólo en ocasiones especiales. Sin embargo, siempre era consagrado y bebido por el sacerdote, independientemente de que participaran o no los  laicos. Esta fue una de las cuestiones debatidas durante la Reforma protestante. Como consecuencia de ello, la Iglesia católica quiso primero eliminar la ambigüedad, reafirmando que Cristo estaba presente tanto como cuerpo como sangre por igual bajo las dos especies de pan y vino. Con el paso del tiempo, el cáliz se hizo más accesible a los laicos. Después del Concilio Vaticano II, la Iglesia católica autorizó plenamente que todos recibieran la comunión del cáliz en cada Misa en la que participara una congregación, a discreción del sacerdote.

## Teología

### Iglesia católica
.

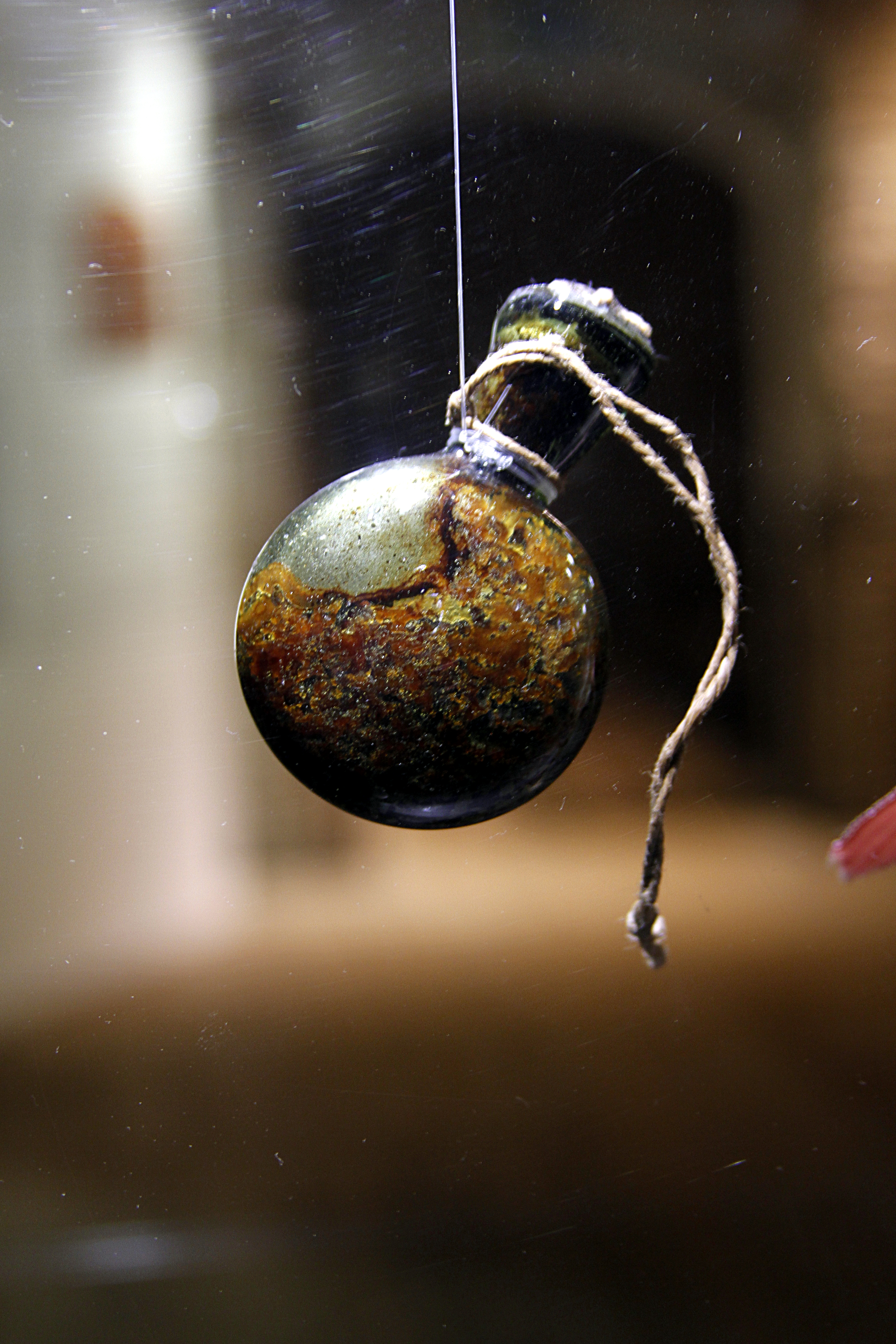
Reliquia de la Santísima Sangre en Santa Maria della Scala, Siena

La Iglesia católica enseña que el pan y el vino, por transubstanciación, se convierten en el cuerpo, la sangre, el alma y la divinidad de Cristo -en otras palabras, en Cristo entero- cuando son consagrados.
La devoción a la Preciosa Sangre fue un fenómeno especial de la piedad  flamenca en los siglos XV y XVI, que dio lugar a la imagen icónica de la gracia como la "Fuente de la Vida", llena de sangre, que mana del herido "Cordero de Dios" o de las  Santas Llagas de Cristo. La imagen, que fue objeto de numerosas  pinturas flamencas, fue en parte estimulada por la renombrada reliquia de la Preciosa Sangre, que había sido observada en Brujas al menos desde el siglo XII, y que dio lugar, desde finales del siglo XIII, a las observancias, particulares de Brujas, de la procesión del "Saint Sang" desde su capilla.
Varias oraciones forman parte de la devoción católica romana a la Preciosa Sangre. Las que mencionan la Sangre incluyen el Anima Christi, la Capilla de la Misericordia de las Santas Llagas de Jesús, y la Coronilla de la Divina Misericordia.

### Ortodoxos orientales
Los  Ortodoxos bizantinos enseñan que lo que se recibe en la Sagrada Comunión es el verdadero Resucitado Cuerpo y Sangre de Jesucristo. En Occidente, las Palabras de Institución se consideran el momento en el que el pan y el vino se convierten en el Cuerpo y la Sangre de Cristo. Pero para los ortodoxos orientales no hay un momento definido; más bien, todo lo que la teología ortodoxa afirma es que al final de la Epíclesis, el cambio se ha completado. Los ortodoxos orientales tampoco utilizan el término teológico latino Transubstanciación para definir la conversión del pan y el vino en el Cuerpo y la Sangre de Cristo, utilizan la palabra metousiosis sin la elaboración teológica precisa que acompaña al término transubstanciación.

#### Devoción
En las iglesias ortodoxas orientales, y en aquellas iglesias católicas orientales que siguen el rito bizantino, no existe una devoción individual a la Sangre de Cristo separada del Cuerpo de Cristo, o separada de la recepción de la  Sagrada Comunión.
Al recibir la Sagrada Comunión, el clero (diáconos, sacerdotes y obispos) recibirá el Cuerpo de Cristo separado de la Sangre de Cristo. A continuación, las porciones restantes del Cordero consagrado (Hostia) se dividen y se colocan en el cáliz y tanto el Cuerpo como la Sangre de Cristo se comunican a los fieles utilizando una cuchara litúrgica .

## Representaciones artísticas
La sangre derramada por Cristo fue un tema común en el arte italiano de principios de la Edad Moderna. Las pinturas de Cristo representado en la cruz y como Varón de Dolores han sido siempre algunas de las imágenes más sangrientas del arte cristiano. La sangre de Cristo era un símbolo artístico convincente de su encarnación y sacrificio. Como tema para la contemplación, proporcionó a los fieles un medio para articular su devoción.

## Reliquias de la Sangre en el mundo
- Basílica de la Santa Sangre (Brujas), Brujas, Bélgica
- Abadía de Weingarten, Alemania
- Abadía de la Santísima Trinidad, Fécamp, Francia
- Basílica de San Andrés (Mantua), Mantua, Italia
- El Sudario de Oviedo, España
- Sábana Santa de Turín